# Skwentna (Alaska)
Skwentna es un lugar designado por el censo ubicado en el borough de Matanuska-Susitna en el estado estadounidense de Alaska. En el Censo de 2010 tenía una población de 37 habitantes y una densidad poblacional de 0,03 personas por km².

## Geografía
Skwentna se encuentra en las coordenadas 61°53′19″N 151°11′0″O / 61.88861, -151.18333. Según la Oficina del Censo de los Estados Unidos, Skwentna tiene una superficie total de 1154.77 km², de la cual 1137.45 km² corresponden a tierra firme y (1.5%) 17.31 km² es agua.

## Demografía
Según el censo de 2010, había 37 personas residiendo en Skwentna. La densidad de población era de 0,03 hab./km². De los 37 habitantes, Skwentna estaba compuesto por el 100% blancos, el 0% eran afroamericanos, el 0% eran amerindios, el 0% eran asiáticos, el 0% eran isleños del Pacífico, el 0% eran de otras razas y el 0% pertenecían a dos o más razas. Del total de la población el 0% eran hispanos o latinos de cualquier raza.